# Marcelle Bunlet
Marcelle Bunlet (Fontenay-le-Comte, 4 d'octubre de 1900 - París, 13 de desembre de 1991) fou una soprano francesa. Especialitzada en papers de sopranos dramàtiques wagnerianes i del romanticisme francès, la seva carrera es va perllongar fins al 1950.

## Carrera
Fou filla de Jean Bunlet, natural de Sainte-Marie-de-Chignac, i de Marie-Luise Gallot, natural de Fontenay-le-Comte.
A partir de 1924 va intervenir en concerts a París, molts d'ells organitzats per l'Associació Le Palais Musical i també pels prestigiosos Concerts Lamoureux i Concerts Colonne.
Els dies 8 i 12 de desembre de 1926 va actuar a la, llavors, prestigiosa Sala Mozart de Barcelona, acompanyada al piano per la pianista Pilar Cruz, espanyola resident en aquella època a París.
El febrer de 1928 va debutar per fi en obres escèniques. Va representar Ariane et Barbe-bleu de Paul Dukas a l'Opèra-Comique i, més tard, a l'Òpera de París, va cantar el paper de Brünhilde de l'òpera Götterdämmerung de Richard Wagner. La crítica d'alguns diaris, pel que fa a aquesta segona interpretació, no van ser massa positives: "Mlle Bunlet no ha estat al nivell desitjat, sobretot en la darrera escena. És un rol que està per sobre de les seves forces".
La temporada 1930-1931 va cantar al Gran Teatre del Liceu de Barcelona el paper protagonista de l'òpera Louise de Gustave Charpentier, sota la direcció d'Albert Wolff. La primera representació va tenir lloc el 4 de novembre de 1930 amb la presència del compositor. El 8 de novembre, Charpentier, acompanyat per Bunlet, va rebre un homenatge de l'Orfeó Català al Palau de la Música Catalana.
Va guanyar ràpidament reconeixement pels seus papers wagnerians, i el director Toscanini la va seleccionar per encarnar Kundry a Parsifal de Wagner al Festival de Bayreuth el 1931. Entre 1931 i 1933, va actuar en aquest prestigiós escenari en cinc ocasions. A més de la seva memorable interpretació a Parsifal (1931 i 1933), també va participar en produccions de Götterdämmerung, Die Walküre i Das Rheingold l'any 1933. Les interpretacions de 1933 van ser dirigides per Richard Strauss i Karl Elmendorff.
Va destacar especialment en els papers principals de les òperes de Richard Strauss, com Elektra i Arabella, així com en el paper d'Ariane a Ariane et Barbe-bleue de Paul Dukas. A més de la seva trajectòria operística, va tenir una notable carrera com a cantant de concert, sent l'intèrpret de l'estrena de Poèmes pour Mi d'Olivier Messiaen. La seva veu es caracteritzava per la seva amplitud, un timbre bell i una gran capacitat expressiva.